# 1104
Évszázadok: 11. század – 12. század – 13. század
Évtizedek: 1050-es évek – 1060-as évek – 1070-es évek – 1080-as évek – 1090-es évek – 1100-as évek – 1110-es évek – 1120-as évek – 1130-as évek – 1140-es évek – 1150-es évek
Évek: 1099 – 1100 – 1101 – 1102 –  1103 – 1104 – 1105 – 1106 – 1107 – 1108 – 1109

## Események
- május 7. – Balduin edesszai gróf és Joscelin Courtenay a harráni csatában a szeldzsuk törökök fogságába esik. Balduin helyett Tankréd galileai herceg uralkodik régensként.[1]
- május 26. – I. Balduin jeruzsálemi király elfoglalja Akko várát.[2]
- augusztus 21. – Álmos herceg feleségül veszi  II. Szvjatopolk kijevi nagyfejedelem leányát.
- szeptember 28. – Trónra lép I. Alfonz aragóniai király.
- A velencei arzenál alapítása.

## Születések
- Fudzsivara no Kijoszuke japán költő, tudós († 1177)

## Halálozások
- szeptember 28. – I. Péter aragóniai király * 1068)